# Podskalie
Podskalie (maďarsky Egyházasnádas) je obec v okrese Považská Bystrica v Trenčínském kraji na severozápadě Slovenska. Žije zde 125 obyvatel. První písemná zmínka o obci pochází z roku 1235. V obci se nachází barokní římskokatolický kostel svatého Martina z konce 18. století.
Nad obcí Podskalie se nachází slovenská národní přírodní rezervace Podskalský Roháč se zachovalou teplomilnou vegetací na vápencovém substrátu, kde se vytvořily přirozená lesní i nelesní společenstva, v nichž se vyskytuje škála chráněných, ohrožených a vzácných druhů rostlin charakteristických pro tento typ biotopů. Území Roháče představuje výrazný skalní hřeben s četnými skalními útvary, věžemi a skalními žebry, ve kterých se místy nacházejí otvory typu skalních oken a tunelů. Také jsou zde mohutné skály se několik metrů vysokými strmými až kolmými stěnami. Tyto vícestupňové skalní skupiny podmínily těžší přístupnost a místy i složitou průchodnost hřebene.